# Volovarovo, Stara Zagora
Volovarovo (în bulgară Воловарово) este un sat în comuna Cirpan, regiunea Stara Zagora,  Bulgaria. 

## Demografie
Componența etnică a satului Volovarovo
     Nicio identificare (100%)
     Altele (0%)
La recensământul din 2011, populația satului Volovarovo era de 1 locuitori. . Pentru 100,0% din locuitori nu este cunoscută apartenența etnică.